# Sandro Foschini
Sandro Foschini (sinh ngày 7 tháng 2 năm 1988) là một tiền vệ bóng đá trong quá trình hoàn thiện vị trí tiền vệ trung tâm Thụy Sĩ, hiện tại thi đấu cho FC Wohlen.